# Club Universidad de Chile (femenino)
El Club Universidad de Chile femenino es un equipo de fútbol chileno radicado en la ciudad de Santiago, fundado 8 de julio de 1986. Juega en la Primera División de fútbol femenino de Chile, que es la máxima categoría del fútbol femenino profesional en Chile, organizada por la Asociación Nacional de Fútbol Profesional. 
Su mayor logro fue salir campeón de Primera División en 2016 y 2021, además de conseguir el subcampeonato en el Torneo de 2008, Apertura 2015, Transición 2020, Torneo Nacional 2022 y Torneo Nacional 2024.
A través de su historia han pasado por el club jugadoras destacadas del fútbol chileno como Fernanda Pinilla, María José Rojas, Carla Guerrero, Fernanda Araya y Daniela Zamora, entre otras.

## Historia
La rama femenil del Club Universidad de Chile, como se mencionó, fue fundada el 8 de julio de 1986, habiendo sido sus principales impulsoras: Isabel Berríos, Ximena Alburquenque y Patricia Hermida.
El equipo participó en el primer campeonato nacional amateur en 1992, en la Asociación Nacional de Fútbol Amateur (ANFA), en la que obtuvo varios campeonatos metropolitanos y nacionales. Sus
entrenamientos se realizaban en las canchas del Sauzal.
Posteriormente, en 1998, fue fundada la Corporación de Futbol Femenino de la Universidad de Chile, con la autorización del club, pudiendo utilizar el nombre y emblemas de forma especial. Su primer presidente fue Raúl Donckaster, por entonces vicepresidente de la Corporación de Fútbol de la Universidad de Chile (Corfuch).
En 2008, el club femenino fue uno de los fundadores de la Primera División de fútbol femenino de Chile, al alero de la Asociación Nacional de Fútbol Profesional (ANFP), en cuya primera edición obtuvo el vicecampeonato, permitiéndole jugar el Torneo Super 4, que enfrentaba a los campeones de las zonas norte, sur y dos representantes de Santiago. En este torneo, el equipo se tituló campeón, luego de haber derrotado al conjunto de Araucanía Temuco por 10-0.
En el Torneo de Apertura 2016, la «U» obtuvo por primera vez el título nacional, luego de haber vencido a Colo-Colo en semifinales, y al entonces campeón vigente, Palestino, por 2-1 en el partido final.
En el Torneo de Transición 2020, las azules llegaron nuevamente a la final, en la que cayeron por 2-0 ante Santiago Morning. Sin embargo, logró vencer a Colo-Colo en el partido de definición para el cupo a la Copa Libertadores Femenina 2020. Constituyendo la primera participación de su historia en el certamen internacional, el club alcanzó las semifinales, instancia en que la perdió por tanda de penales frente al Ferroviária de Brasil, que fue campeón del torneo.
La «U» alcanzó por segunda vez el título nacional, correspondiente al campeonato de 2021, en que lideró con 38 puntos la fase inicial en el Grupo B, para posteriormente superar de manera invicta la ronda de play offs, habiendo derrotado en cuartos de final a Universidad de Concepción por 2-0 y 5-0, en semifinales a Colo-Colo por 2-0 y 2-1, y en la final a Santiago Morning por 2-0, en partido único y junto con clasificar a la Copa Libertadores Femenina 2022, en esta final se anotó el número más alto de público controlado hasta la fecha con 9.272 espectadores.

## Datos del club
- Temporadas en Primera División femenina: 13 (2008 - presente)
- Mejor puesto en la liga: 1° (Campeón en Apertura 2016 y en Torneo Nacional 2021)
- Participaciones en Copa Libertadores Femenina: 4

## Jugadoras

### Altas 2025
| Jugadora            | Posición      | Procedencia      | Tipo  |
| ------------------- | ------------- | ---------------- | ----- |
| Oriana Cristancho   | Portera       | Everton          | Libre |
| Su Helen Galaz      | Defensa       | Santiago Morning | Libre |
| Valentina Navarrete | Mediocampista | Santiago Morning | Libre |
| Camila Pavez        | Delantera     | Santiago Morning | Libre |

### Bajas 2025
| Jugadora            | Posición      | Destino                   | Tipo                  |
| ------------------- | ------------- | ------------------------- | --------------------- |
| Gabriela Bórquez    | Portera       | Universitario de Deportes | Fin de contrato       |
| Natalia Campos      | Portera       | Unión Española            | Fin de contrato       |
| Constanza Santander | Defensa       | Unión Española            | Fin de contrato       |
| Fernanda Pereira    | Defensa       | Audax Italiano            | Fin de contrato       |
| Melissa Bustos      | Mediocampista | Everton                   | Fin de contrato       |
| Gisela Pino         | Mediocampista | Universitario de Deportes | Fin de contrato       |
| Fabiana Vallejos    | Mediocampista | Santiago Wanderers        | Rescisión de contrato |
| Fernanda Araya      | Delantera     | Independiente del Valle   | Fin de contrato       |
| Yessenia Huenteo    | Delantera     | Deportes Iquique          | Fin de contrato       |

### Cesiones 2025
| Jugadora         | Posición      | Destino   | Duración                |
| ---------------- | ------------- | --------- | ----------------------- |
| Constanza Alfaro | Defensora     | Palestino | 31 de diciembre de 2025 |
| Isidora Agurto   | Mediocampista | Palestino | 31 de diciembre de 2025 |

## Entrenadores

### Cronología
- Isabel Berríos (2004-2012)
- Jaime Gutiérrez (2013)
- Juan Pablo Bustos (2013-2014)
- Andrés Aguayo (2014-2016)
- Raúl Aburto (2017-2019)
- Carlos Véliz (2020-2022)
- Nicolás Bravo (2023)
- Nilson Concha (2024)
- Cristóbal Jiménez (2024)
- Diego Testas (2024)
- Cristóbal Jiménez (2025-Act.)

## Palmarés

### Títulos nacionales
- Primera División de fútbol femenino de Chile (2): Apertura 2016, 2021.

### Otros títulos
- Juegos Binacionales de Integración Andina (2): 2016 (Linares),[3] 2017 (Córdoba).[3]
- Campeonato Inter-Regional Concepción (1): 1992.[4]
- Liguilla ANFA (1): 1994.[4]
- Torneo 100 años de Fútbol Femenino (1): 1995.[4]
- Torneo Metropolitano ANFA (1): 1998.[4]
- Liguilla Torneo Nacional (1): 1998.[4]
- Torneo Nacional de Fútbol Femenino (4): 1999,[4] 2000,[5] 2001,[6] 2005.[7]
- Grupo A del Torneo Nacional de Fútbol Femenino (1): 2001.[6]
- Torneo de Apertura (1): 2002.[8]
- Campeonato Nacional FEM (6):[9] 2002, 2003, 2004, 2005, 2006, 2007.
- Torneo Súper 4 (1): 2008.[10]
- Copa de Campeonas FEM Sub-18 (2): 2008,[11] 2009.[11]
- Campeonato Nacional Sub-17 (5): 2010,[12] Apertura 2012,[13] Apertura 2014,[14] Apertura 2015, Apertura 2016.
- Campeonato Nacional Sub-15 (4): 2008, 2009,[15] Clausura 2016, Apertura 2017.

#### Subcampeonatos
- Primera División de fútbol femenino de Chile (4): 2008,[16] Apertura 2015, Transición 2020, 2022, 2024.
- Torneo Nacional ANFA (1): 1992.[4]
- Torneo de Apertura ANFA (1): 1993.[4]
- Campeonato Nacional (1): 1996.[4]
- Campeonato Metropolitano (1): 1997.[4]
- Grupo B del Torneo Nacional de Fútbol Femenino (1): 2005.[7]
- Copa de Campeonas FEM (1): 2009.[11]
- Campeonato Nacional Sub-17 (6): 2009, Clausura 2011, Apertura 2013,[14] Clausura 2013,[14] Clausura 2014,[17] Clausura 2015.